# Universitetet i Salamanca

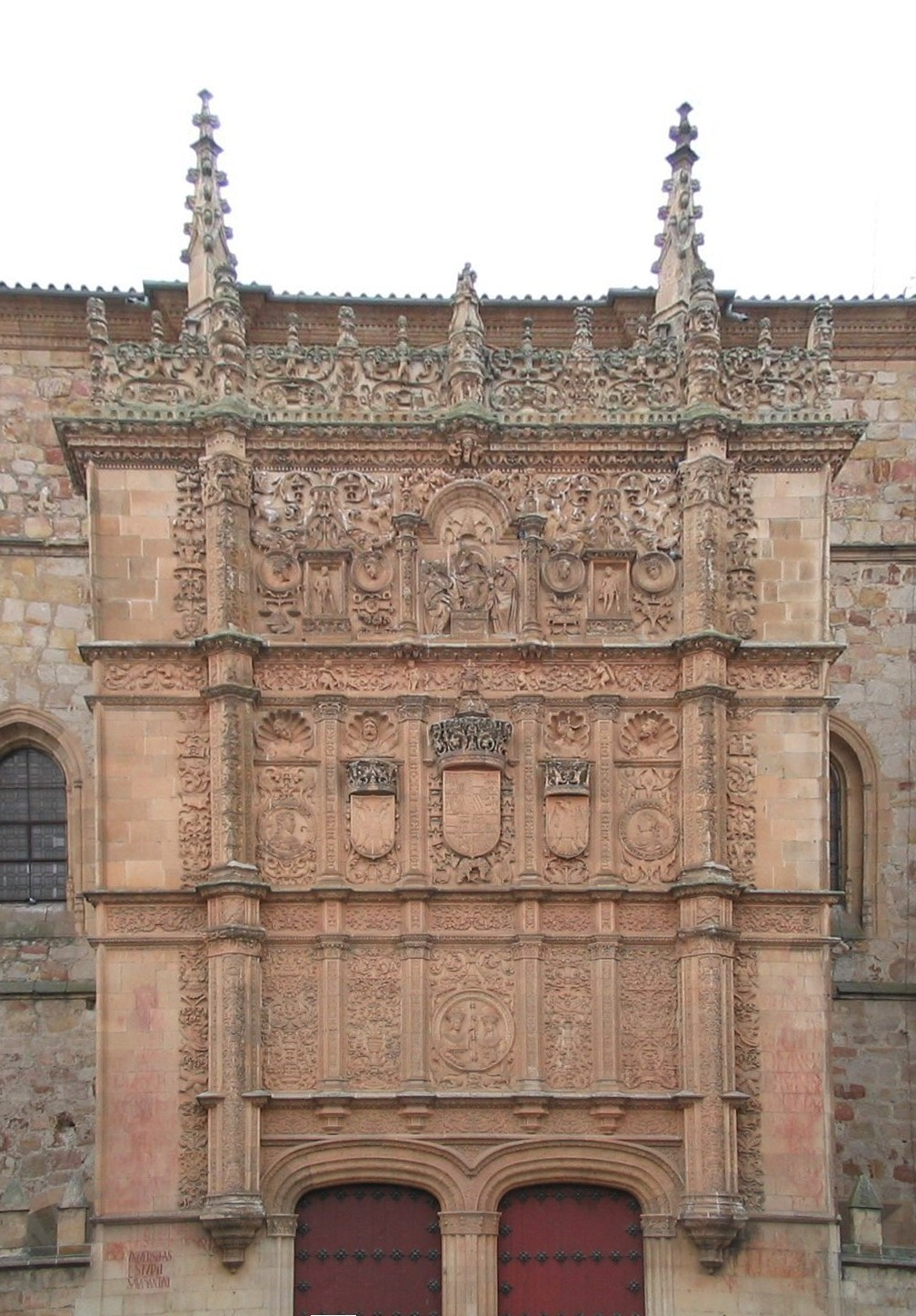
Universitets fasad.

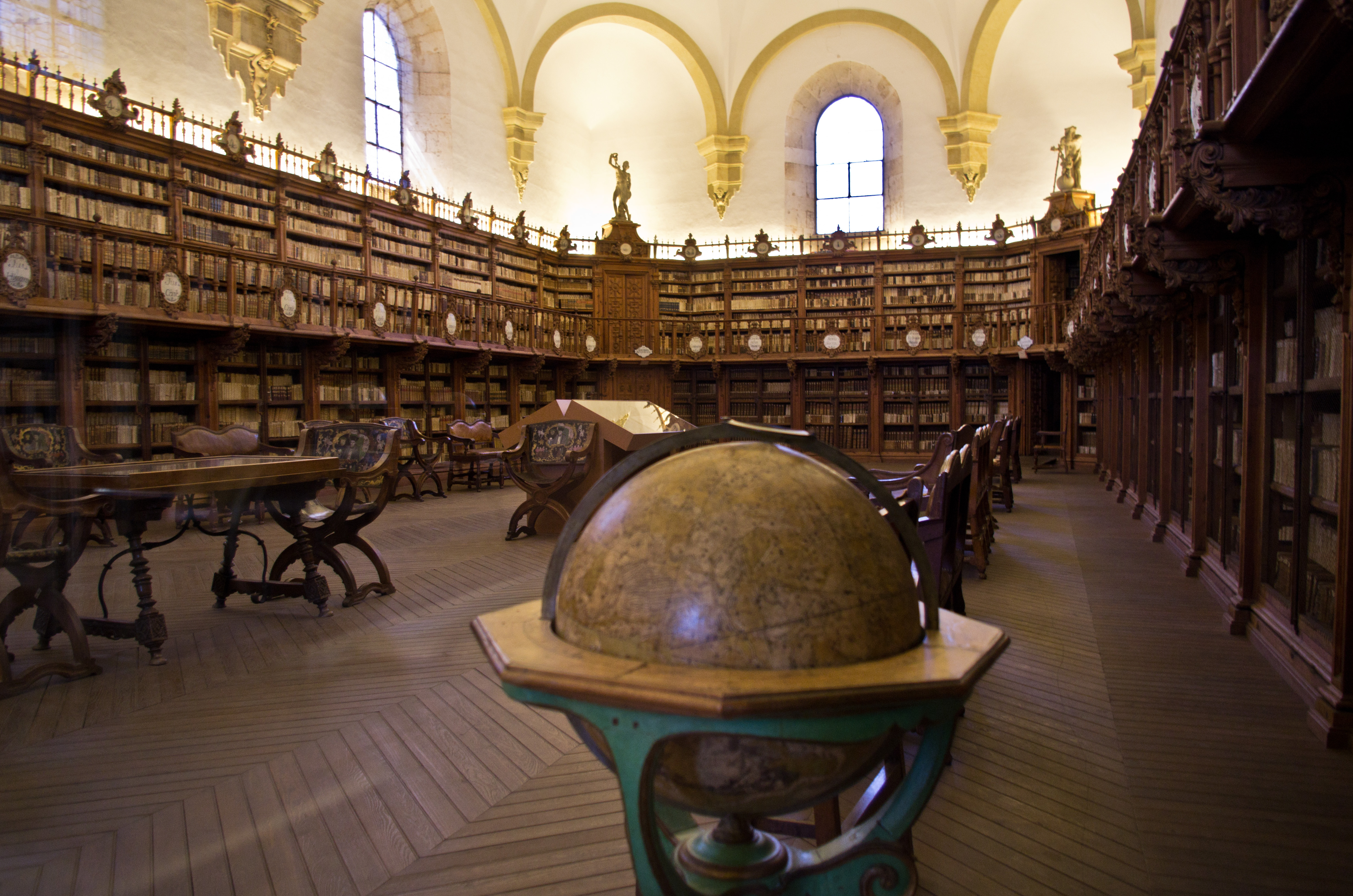
Gamla biblioteket.

Universitetet i Salamanca (spanska Universidad de Salamanca), ligger i staden Salamanca, 200 kilometer väster om Madrid. Det är det näst äldsta universitetet i Spanien (det äldsta var universitetet i Palencia, grundat 1208, men det försvann redan i mitten av 1200-talet), och ett av de äldsta i Europa. Det grundades 1218 av kung Alfons IX av León.

## Historia
Universitetet grundades som en allmän skola för kungariket i León för att möjliggöra för studenter i Léon att studera hemma och inte behöva bege sig till Kastilien.
När Columbus närmade sig kungen och drottningen i Spanien för att få kontrakt på att söka en väg västerut till Indien, tog han upp saken i ett råd av geografer vid Universitet i Salamanca. Århundradet därefter debatterades den moraliska frågan av kolonisationen av Västindien av skolan i Salamanca, tillsammans med frågor om ekonomi, filosofi och teologi. Skolan blev mycket inflytelserik vad beträffar naturrätt, folkrätt, folksuveränitetsprincipen och ekonomisk teori.
Vid slutet av den spanska guldåldern  (1550-1650), hade den akademiska kvaliteten i alla spanska universitet försämrats. Professorer och studenter deltog sällan i undervisningen och antalet utdelade akademiska titlar minskade samtidigt som deras anseende sjönk.
På samma sätt som universiteten i Oxford och Cambridge hade Salamanca ett antal större undervisningsinstitutioner (Colegios Mayores).  De hade grundats som välgörenhetsinstitutioner för att skapa möjligheter för fattiga studenter att studera vid universitet. På 1700-talet hade de blivit slutna institutioner som kontrollerades av grundarnas familjer, vilka också tillsammans hade ett bestämmande inflytande på universiteten. I dag har några förvandlats till fakultetsbyggnader medan andra kan bevaras i form av studentbostäder.
Under 1800-talet upplöste spanska regeringen universitets fakulteter för kanonisk rätt och teologi. De återskapades sedan på 1940-talet som en del av Universidad Pontificia de Salamanca, som är ett privat katolskt universitet.
Universitetet i Salamanca återfick prestigen under 1900-talet, särskilt efter Francos död. I dag anses det vara ett av Europas främsta forskningsuniversitet.
Bland kända studenter och akademiska lärare vid skolan hittar man:
- Pedro Calderón de la Barca
- Hernán Cortés
- Luis de Góngora
- Johannes av Korset
- Pedro Gómez Labrador, markis av Labrador
- Fray Luis de León
- Jules Mazarin
- Antonio de Nebrija
- Luis de Onís
- Gaspar de Guzmán y Pimentel
- Pedro Salinas
- Adolfo Suárez
- Miguel de Unamuno
- Francisco de Vitoria
- Abraham Zacuto